# پیتر انکلمن
پیتر انکلمن (فنلاندی: Peter Enckelman؛ زادهٔ ۱۰ مارس ۱۹۷۷) بازیکن فوتبال اهل فنلاند بود.
از باشگاه‌هایی که در آن بازی کرده‌است می‌توان به باشگاه فوتبال بلکبرن روورز، باشگاه فوتبال ماریهامن، باشگاه فوتبال استون ویلا، باشگاه فوتبال سنت جانستون، باشگاه فوتبال هارت آف میدلوتیان، باشگاه فوتبال تورون پالوسئورا، و باشگاه فوتبال کاردیف سیتی اشاره کرد.
وی همچنین در تیم‌های ملی فوتبال زیر ۲۱ سال فنلاند و فنلاند بازی کرده‌است.